# Тихва
Тихва или Тигуа (осет. Тигъуа; груз. თიღვა — Тигва) — село в Закавказье. Согласно юрисдикции Южной Осетии, фактически контролирующей село, расположено в Знаурском районе, согласно юрисдикции Грузии — в Карельском муниципалитете.

## География
Расположено к северо-западу от райцентра Знаур и к югу от села Алибар.

## Население
По переписи 1989 года из 243 жителей грузины составили 69 % (160 чел.), осетины — 31 % (83 чел.). Затем, после событий начала 1990-х гг., и до войны в августе 2008 года, было населено в основном  грузинами.

## Достопримечательности
- Тигвинский Монастырь Успения Богородицы XII века построена дочерью св.Давида Строителя Тамарой (ранее церковь была частью женского монастыря).

## Топографические карты
- Лист карты K-38-64 Цхинвали. Масштаб: 1 : 100 000. Состояние местности на 1987 год. Издание 1989 г.